# Chengzhong (socken)
Chengzhong (kinesiska: 城中街道, 城中) är en socken i Kina. Den ligger i den autonoma regionen Guangxi, i den södra delen av landet, omkring 310 kilometer öster om regionhuvudstaden Nanning. Antalet invånare är 9372. Befolkningen består av 4 978 kvinnor och 4 394 män. Barn under 15 år utgör 10,0 %, vuxna 15-64 år 77 %, och äldre över 65 år 11,0 %.
Genomsnittlig årsnederbörd är 2 157 millimeter. Den regnigaste månaden är maj, med i genomsnitt 341 mm nederbörd, och den torraste är februari, med 39 mm nederbörd.